# 市橋礼衣
市橋 礼衣（いちはし のりえ、1994年11月9日 - ）は、愛知県出身のダンサー、ファッションモデル、女優、会社員。2018年第50回ミス日本グランプリ。
椙山女学園中学校・高等学校、椙山女学園大学人間関係学部卒業。
大学生の頃、ダンサーとして世界大会出場歴がある他、国内大会の出場経験もある。
社会人になってから、2016年・一宮市ミス七夕クィーン、2017年にはミス・ユニバース・ジャパンの愛知県・石川県大会で入賞（愛知県大会=3位、石川県大会=2位＋ASIENCE MEGURI賞=協賛社特別賞を受賞）。2018年、ミス日本コンテストで第50代グランプリ（当時会社員）を受賞。ミス日本卒業後は東映マネージメントに所属し、女優としても活動している他、ファッションモデルとしても出演歴がある。

## 出演歴

### ダンサー

#### コンテスト出場・受賞歴
- 2008年 USA Nationals(全国大会)　spilitleading部門 1位、pomdance部門 3位
- 2009年 USA Nationals (全国大会)　Jr. pom部門 1位、spilitleading部門 1位
- 2010年 USA Nationals(全国大会) 　songleading部門 1位、Jr.pom部門 1位
- 2010年 THE DANCE WORLDS (世界大会)　Junior Dance部門 1位
- 2011年 USA Nationals(全国大会)　Jr.jazz部門 1位、pom部門 3位
- 2012年 THE DANCE WORLDS(世界大会)　Senior Small Hip Hop部門 1位
- 2012年 ICU World Cheerleading Championships(世界大会・日本代表)　Team Cheer Hip Hop 部門 1位
- 2013年 USA Nationals(全国大会)　songleading部門 3位 jazz部門 3位
- 2016年 THE DANCE WORLDS(世界大会)　Open Contemporary Lyrical部門10位
- 2017年 USA Nationals(全国大会)　jazz部門 1位

#### その他
- 2011年 「史上最強の移動遊園地 DREAMS COME TRUE  WONDERLAND 2011」 黒ドリ!? ダンサー（ナゴヤドーム）
- 2015年 「東方神起 LIVE TOUR 2015 ～WITH～」  サポートダンサー （ナゴヤドーム）
- 2015年 SKE48「コケティッシュ渋滞中」MV　ダンサー

### ミスコンテスト
- 2016年 「一宮 七夕まつり」 ミス七夕クイーン
- 2017年 「ミス・ユニバース・ジャパン」愛知 大会 第3位
- 2017年 「ミス・ユニバース・ジャパン」石川大会 第2位&ASIENCE MEGURI賞(特別賞) 受賞
- 2018年 「ミス日本コンテスト」 グランプリ

### 女優
- 2019年 「特捜9 season 2」（テレビ朝日系）第1話

### ファッションモデル
- 2018年 美・JAPON「BeyondkimonoHagoromo」パリ・ユネスコ公演
- 2019年 同・スペシャルディナーファッションショー出演（ホテル雅叙園東京）
- 2019年 同「Beyond kimono Hagoromo」ハンガリー公演
- 2019年 同「月と風」円覚

### コマーシャル出演
- BoseQuietComfort®Earbuds
- PayPay 渋谷編/高松編 TVCM
- ヤクルトレディ「保冷受箱:ヤクルト400LT」篇 TVCM